# Dar es Salaam
Dar es Salaam (دار السلام, in arabo "casa della pace") è la più grande città della Tanzania, il principale polo economico e il primo porto del paese. La città era chiamata in origine Mzizima, nome che venne cambiato ufficialmente nel 1866. Il nome attuale viene spesso abbreviato in Dar, e la popolazione locale usa comunemente anche il nomignolo di Bongo. Pur avendo perso lo status di capitale nel 1996, formalmente sostituita da Dodoma, Dar es Salaam ospita tuttora la maggior parte delle funzioni amministrative del paese, oltre a essere capoluogo della regione omonima.
Si affaccia sull'Oceano Indiano, su una baia naturale antistante il tratto di mare compreso fra le isole di Zanzibar e Mafia e, pur essendo la città più sviluppata della Tanzania, Dar mantiene tuttora l'atmosfera e l'aspetto tipico della città coloniale. I grattacieli e i grandi viali presenti in alcuni quartieri costituiscono un'eccezione; la maggior parte degli edifici sono bassi, le vie polverose e affollate, e le palme e le mangrovie dominano ancora la costa. Nel porto attraccano grandi navi da crociera e mercantili, ma anche i dhow a vela e le canoe dei pescatori.

## Storia

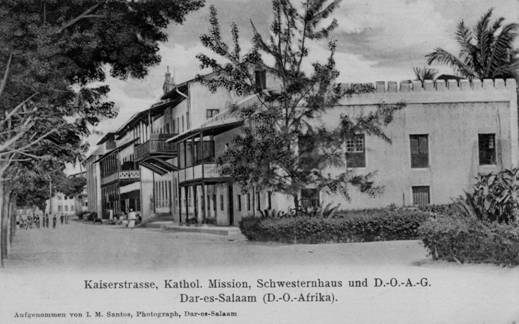
Dar es Salaam nel 1905

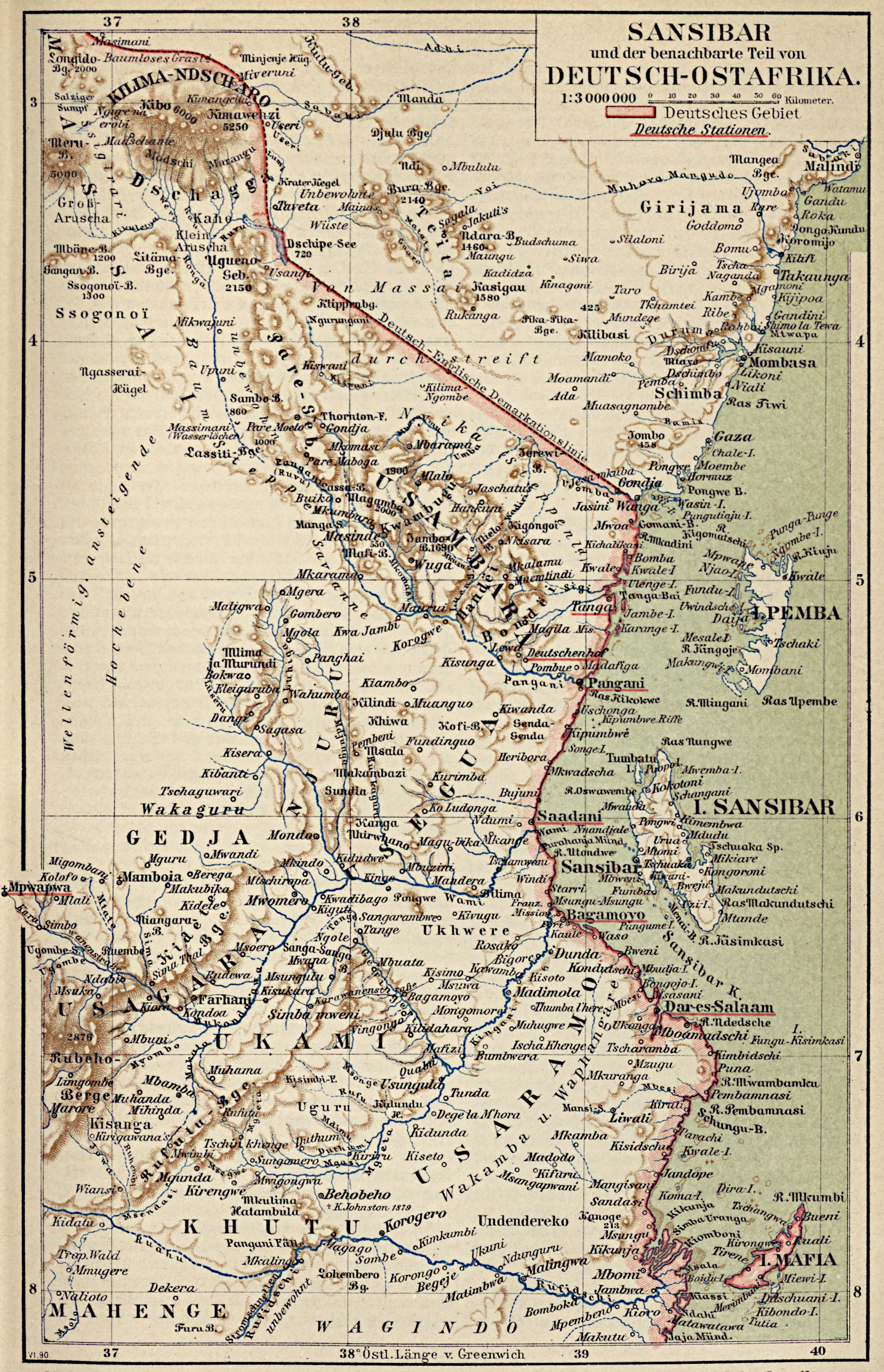
Cartina dell'Africa Orientale Tedesca, Meyers Konversations-Lexikon (1885-1890)

Il primo insediamento nella zona di Dar es Salaam si chiamava Mzizima (o Mzizimazi), che significa "la città sana". Fu fondato da coloni provenienti da Brava (in Somalia), a cui si aggiunsero in seguito altri gruppi di shirazi. Vivevano soprattutto di agricoltura e pesca.
Secondo la tradizione orale, la comunità di Mzizima fu minacciata da invasori provenienti dal Kenya, i Kamba, e per scacciarli chiese l'intervento del popolo Zaramo, guidato dal capo Kimbamanduka. Gli Zaramo ricacciarono i Kamba dalla costa, ma in cambio ottennero il diritto di riscuotere tasse dalle popolazioni della costa e il controllo delle aree di Buguruni, Mtoni e Kurasini; si insediarono nella regione e si mischiarono con la popolazione locale.
Diversamente da altre aree costiere della Tanzania, Mzizima non conobbe la dominazione portoghese; il primo europeo a visitarla fu il tedesco Albert Roscher, nel 1859. In quell'epoca, Mzizima era parte dei possedimenti del sultanato di Zanzibar, che nel XIX secolo aveva scacciato i portoghesi dall'intera costa della Tanzania. Fu proprio il primo sultano di Zanzibar, Seyyid Majid, a ribattezzare Mzizima "Dar es Salaam" quando decise di trasferirvi la propria corte, nel 1866. In seguito, i successori di Majid riportarono la corte a Zanzibar, ma Dar es Salaam si era nel frattempo trasformata da villaggio di pescatori a piccola città.
A seguito della Conferenza di Berlino del 1885, la Germania ottenne il controllo di gran parte dell'odierna Tanzania, e nel 1886 la Compagnia dell'Africa Orientale Tedesca acquistò dal sultano di Zanzibar la porzione di costa a cui apparteneva Dar. Nel 1887 i tedeschi costruirono a Dar un porto commerciale, e gradualmente la città acquisì il ruolo di centro amministrativo e commerciale dell'Africa Orientale Tedesca. Diventò formalmente capitale nel 1891, spodestando la precedente capitale Bagamoyo, che non aveva un porto adatto alle navi a vapore. La costruzione della Linea Ferroviaria Centrale (all'inizio del XX secolo) diede ulteriore impulso alla crescita della città, creando le condizioni per un primo sviluppo industriale.
L'Africa Orientale Tedesca venne conquistata dal Regno Unito durante la prima guerra mondiale, e da allora venne chiamata Tanganica; anche sotto l'amministrazione britannica Dar es Salaam mantenne il suo ruolo di centro amministrativo e commerciale. Sotto il governo indiretto dei britannici, si svilupparono aree separate europee (ad esempio Oyster Bay) e africane (ad esempio Kariakoo e Ilala) a una certa distanza dal centro della città. La popolazione di Dar es Salaam comprendeva anche un grande numero di asiatici.
Dopo la seconda guerra mondiale, Dar es Salaam sperimentò un nuovo periodo di rapida crescita. Gli sviluppi politici, tra cui la nascita dell'Unione Nazionale Africana del Tanganica, portarono il Tanganica ad ottenere l'indipendenza dal Regno Unito nel dicembre del 1961. Dar es Salaam divenne la capitale del paese, mantenendo questo ruolo anche quando nel 1964 Tanganica e Zanzibar si unirono a formare l'odierna Tanzania. Nel 1973 fu definito un progetto di trasferimento della capitale a Dodoma, una città dell'entroterra; ci vollero però oltre vent'anni perché il parlamento si insediasse a Dodoma (1996), e ancora oggi molte delle principali funzioni amministrative del paese mantengono la loro sede a Dar es Salaam.
Nell'agosto del 1998, l'ambasciata statunitense a Dar es Salaam subì un attentato terroristico rivendicato da Al-Qaida, che fu uno di una serie di attentati che coinvolsero anche, tra l'altro, la capitale del Kenya Nairobi.

## Geografia fisica

### Territorio
Dar es Salaam è situata al centro della costa orientale della Tanzania, in un golfo sull'Oceano Indiano, di fronte al tratto di mare che unisce Zanzibar a Mafia.

### Clima
Trovandosi nei pressi dell'equatore e affacciandosi sulle acque calde dell'Oceano Indiano, Dar es Salaam è caratterizzata da un clima generalmente tropicale, caldo e umido per gran parte dell'anno. Ci sono due stagioni delle piogge principali: la prima, chiamata long rains ("piogge lunghe") cade fra aprile e maggio; la seconda, detta short rains ("piogge corte") fra ottobre e novembre.
| Mese                           | Gen  | Feb  | Mar | Apr   | Mag   | Giu  | Lug  | Ago  | Set  | Ott | Nov  | Dic  |
| ------------------------------ | ---- | ---- | --- | ----- | ----- | ---- | ---- | ---- | ---- | --- | ---- | ---- |
| Temperatura massima media (°C) | 32   | 32   | 32  | 31    | 30    | 29   | 29   | 29   | 30   | 31  | 31   | 32   |
| Temperatura minima media (°C)  | 24   | 24   | 23  | 23    | 22    | 20   | 18   | 18   | 19   | 20  | 22   | 23   |
| Precipitazioni medie (mm)      | 53,7 | 53,9 | 116 | 178,6 | 131,8 | 35,3 | 29,5 | 23,9 | 14,8 | 52  | 75,9 | 80,9 |

## Economia
Dar es Salaam è il più importante centro commerciale della Tanzania. Il livello di industrializzazione è relativamente alto (a paragone di quello del resto del paese), sebbene l'80% della popolazione viva nelle aree rurali. Gli stabilimenti principali sono legati all'industria alimentare, a quella tessile, alla produzione di cemento e di prodotti farmaceutici. Per il porto di Dar es Salaam transitano merci di esportazione provenienti, oltre che dall'entroterra tanzaniano, anche da Zambia, Burundi, Malawi, Ruanda, Uganda, Zimbabwe, e dalle regioni orientali della Repubblica Democratica del Congo. Fra le merci più esportate ci sono caffè, cotone, sisal e pelli.

## Quartieri e zone

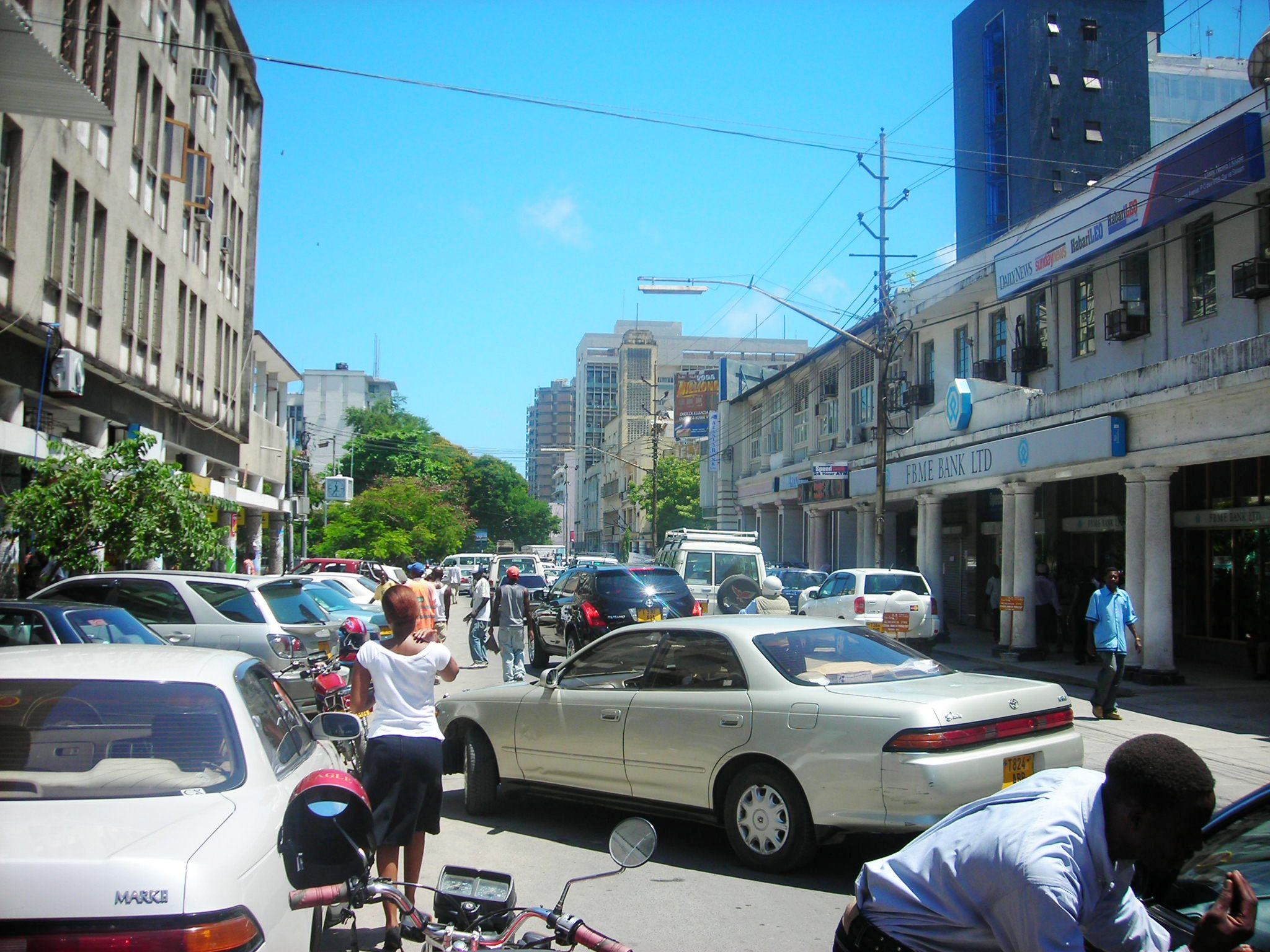
Il traffico del centro in Samora Avenue

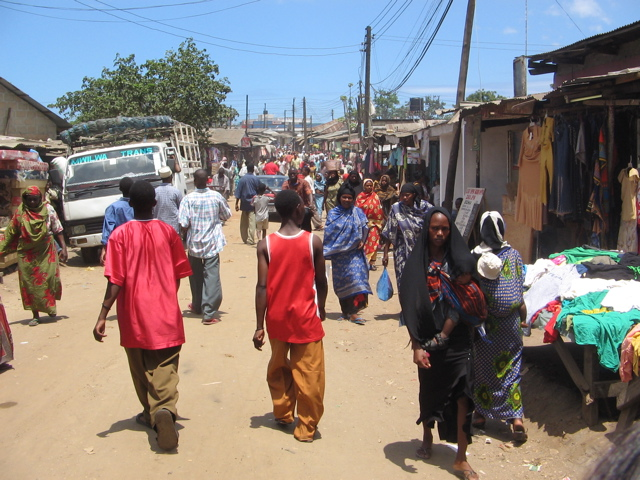
Un mercato all'aperto nel quartiere di Buguruni

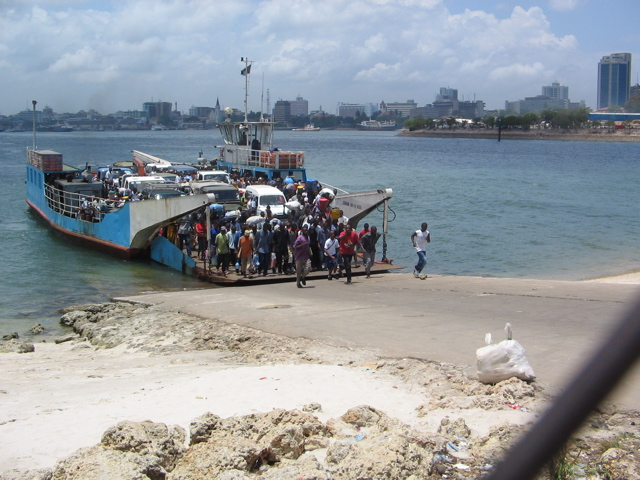
Il battello per Kigamboni, sullo sfondo lo skyline di downtown Dar

Come gran parte delle città africane, Dar es Salaam è caratterizzata da forti contrasti fra i quartieri più ricchi e sviluppati e quelli più poveri e popolari, sebbene questo fenomeno sia molto più contenuto rispetto ad altre metropoli della stessa area, come Nairobi. Anche i quartieri più poveri non sono, in generale, qualificabili come veri e propri slum (baraccopoli). Complessivamente, la città è suddivisa in tre distretti: Ilala, Temeke e Kinondoni.

### Ilala
Al distretto di Ilala appartiene il centro della città, detto downtown Dar o central business district. Il distretto si sviluppa attorno al centro simbolico della città, il monumento agli askari che commemora i caduti africani che combatterono nei Carrier Corps e nei King's African Rifles britannici durante la prima guerra mondiale. È un'area ricca di uffici e attività commerciali, grandi avenues di negozi, edifici amministrativi. Molte delle attività finanziarie sono gestite da famiglie di origine mediorientale e indiana. Nelle ore diurne, questa zona ferve di attività, e il traffico di automobili è paragonabile a quello di molte metropoli europee. Di sera e di notte il distretto diventa più tranquillo, in quanto la maggior parte dei locali notturni si trova in quartieri più residenziali.
L'area più storica di Ilala è la circoscrizione di Kivukoni, dove il sultano Majid costruì i primi palazzi quando si trasferì da Zanzibar. Qui si trovano un trafficatissimo mercato del pesce, ma anche molte ambasciate, palazzi storici e i giardini botanici.
Adiacenti al downtown, ancora nel distretto di Ilala, ci sono zone con caratteristiche anche molto diverse; molto meno occidentali sono per esempio la zona di Kariakoo (celebre per l'enorme mercato che si snoda per diversi quartieri e il caratteristico campanile) e il quartiere di Buguruni con le sue strade in terra battuta.

### Temeke
Nel distretto di Temeke, che comprende la parte meridionale della città, l'atmosfera è meno occidentale. La parte più vicina al centro comprende Kurasini, dove si trova un pittoresco e trafficato porto dove le canoe dei pescatori attraccano insieme agli yacht e ai dhow. Mtoni, sempre nel distretto di Temeke, è uno dei quartieri più poveri e degradati di Dar. Procedendo ancora verso sud, oltre il canale di Magogoni, si trova la penisola di Kigamboni, che costituisce una sorta di oasi naturale nel territorio di Dar es Salaam, con spiagge rinomate come la Blue Beach ("spiaggia azzurra").

### Kinondoni
La parte nord di Dar es Salaam costituisce il distretto di Kinondoni, dove si trovano alcune delle aree residenziali più esclusive; Oyster Bay, che era la zona dove prima dell'indipendenza risiedevano i coloni britannici, è una delle più sviluppate. Vi si trovano belle spiagge, grandi centri commerciali, e vi si svolge gran parte della vita notturna di Dar. Sempre a Kinondoni appartiene la penisola di Msasani, ricca di attività commerciali e ricreative soprattutto nella sua parte occidentale. Da Msasani partono i dhow per l'isola di Bongoyo, appartenente alla riserva marina di Dar es Salaam.

## Società

### Evoluzione demografica
Il tasso di crescita annua della popolazione di Dar es Salaam è del 4,39%, il quarto più alto dell'Africa e il nono al mondo. La crescita è dovuta tanto all'immigrazione che a un'elevata natalità. La popolazione ha raggiunto i 5 401 814 abitanti nel 2020.
| Anno | Popolazione |
| ---- | ----------- |
| 1925 | 30 000      |
| 1948 | 69 000      |
| 1957 | 129 000     |
| 1972 | 396 900     |
| 2005 | 2 456 100   |

### Condizioni di vita

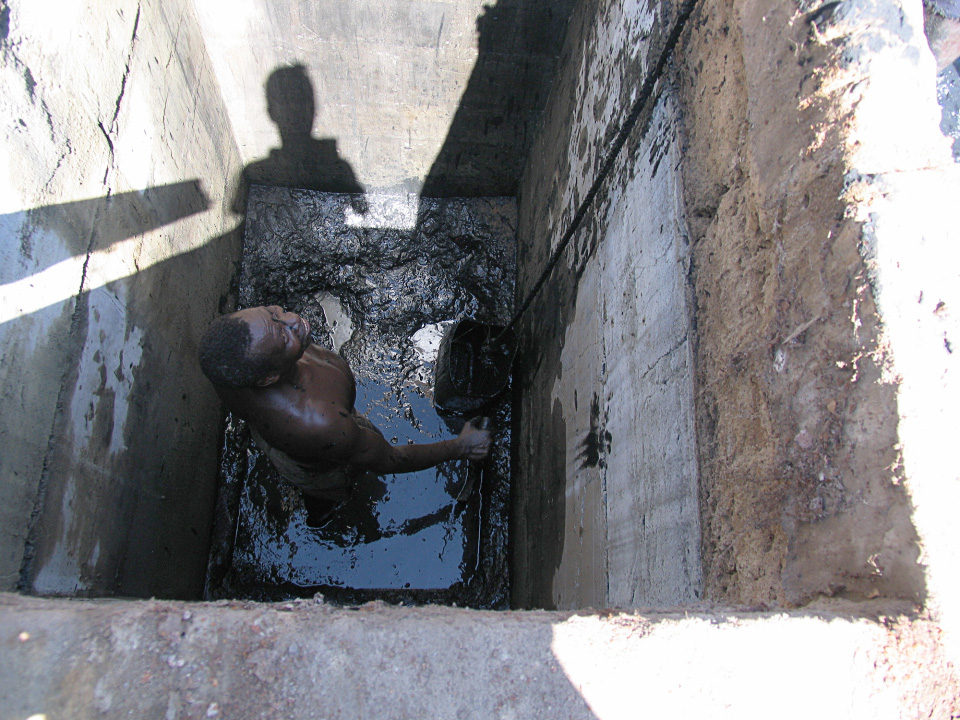
Un "uomo rana" (frogman) addetto alla pulizia dei pozzi neri

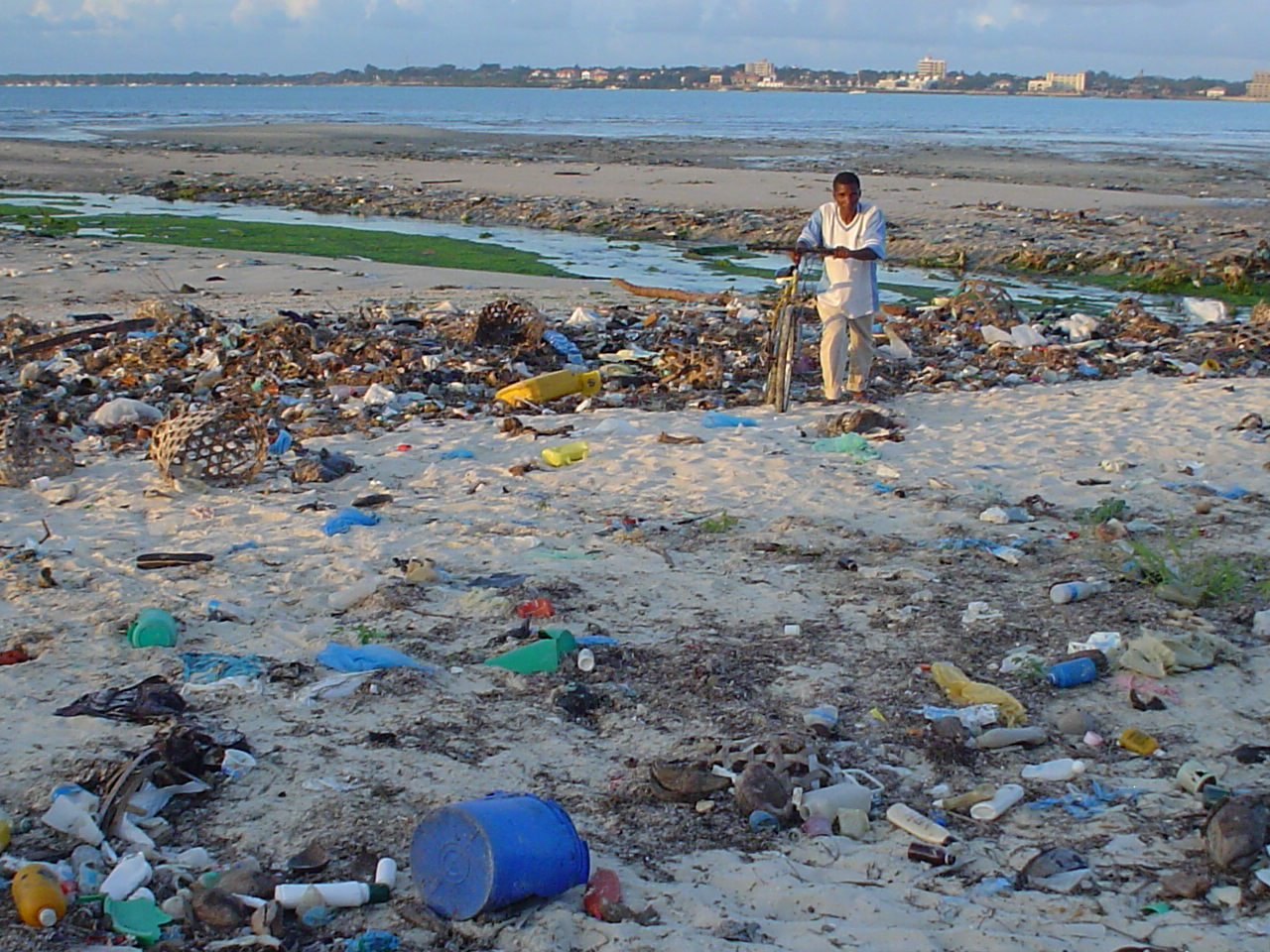
Rifiuti abbandonati nella baia di Msasani

Dar es Salaam è la città più sviluppata della Tanzania, e la povertà è significativamente inferiore alla media nazionale. I quartieri residenziali di Kinondoni e altre zone di Dar godono delle migliori infrastrutture e dei migliori servizi dell'intera Tanzania, anche se anch'essi risentono di alcuni problemi strutturali della città (come le periodiche assenze di acqua corrente). Il tasso di occupazione è relativamente elevato, e la maggior parte di coloro che non hanno uno stipendio fisso riescono comunque a sopravvivere lavorando in proprio (soprattutto nei settori del commercio al dettaglio e del lavoro artigianale). Sono ai massimi nazionali anche l'alfabetizzazione e il livello medio di istruzione.
Tuttavia, la rapida crescita della popolazione di Dar non è proporzionale al ritmo di sviluppo della città, e questo crea periodiche crisi in diversi settori; oltre alla discontinuità nell'approvvigionamento di acqua, per esempio, la città è soggetta a ricorrenti black out, e i trasporti pubblici, nonostante i tentativi di potenziamento negli anni, sono costantemente al di sotto delle necessità effettive della popolazione.
Poiché molti immigrati hanno difficoltà a trovare lavoro qualificato e ben stipendiato, la crescita della popolazione genera anche un aumento progressivo della povertà urbana. Fino agli anni ottanta, in accordo con la politica di socialismo agricolo del governo (ujamaa), le istituzioni hanno cercato di incentivare le masse povere delle aree cittadine a tornare nelle campagne. Il mutato clima politico e sociale ha interrotto questo tipo di azione, con il risultato che negli anni novanta si è osservato un calo significativo della qualità della vita in molti quartieri della città.
La popolazione povera di Dar es Salaam è in gran parte costituita da giovani, che devono affrontare una varietà di problemi. Le aree periurbane povere sono sempre più caratterizzate da abitazioni fatiscenti, affollamento, e scarse condizioni igieniche; le latrine sono comuni, a pozzo nero (e soggette a straripare nella stagione delle piogge) e la raccolta dei rifiuti avviene in modo irregolare. I rifiuti vengono spesso bruciati o sotterrati, con i conseguenti pericoli legati all'inquinamento dell'aria e del suolo e alla diffusione nell'ambiente di sostanze tossiche. Queste condizioni poco salutari e l'alta densità di popolazione portano alla facile diffusione di malattie virali e batteriche e di parassiti; la malaria resta endemica nel contesto urbano nonostante i programmi di controllo avviati regolarmente dalle istituzioni.
Qualità della vita:
- Persone per abitazione: 5,6
- Reddito medio mensile: 22,6 USD
- Alfabetizzazione (uomini): 92%
- Alfabetizzazione (donne): 69%
- Malnutrizione infantile (maschi): 25%
- Malnutrizione infantile (femmine): 20,5%

## Cultura

### Istruzione

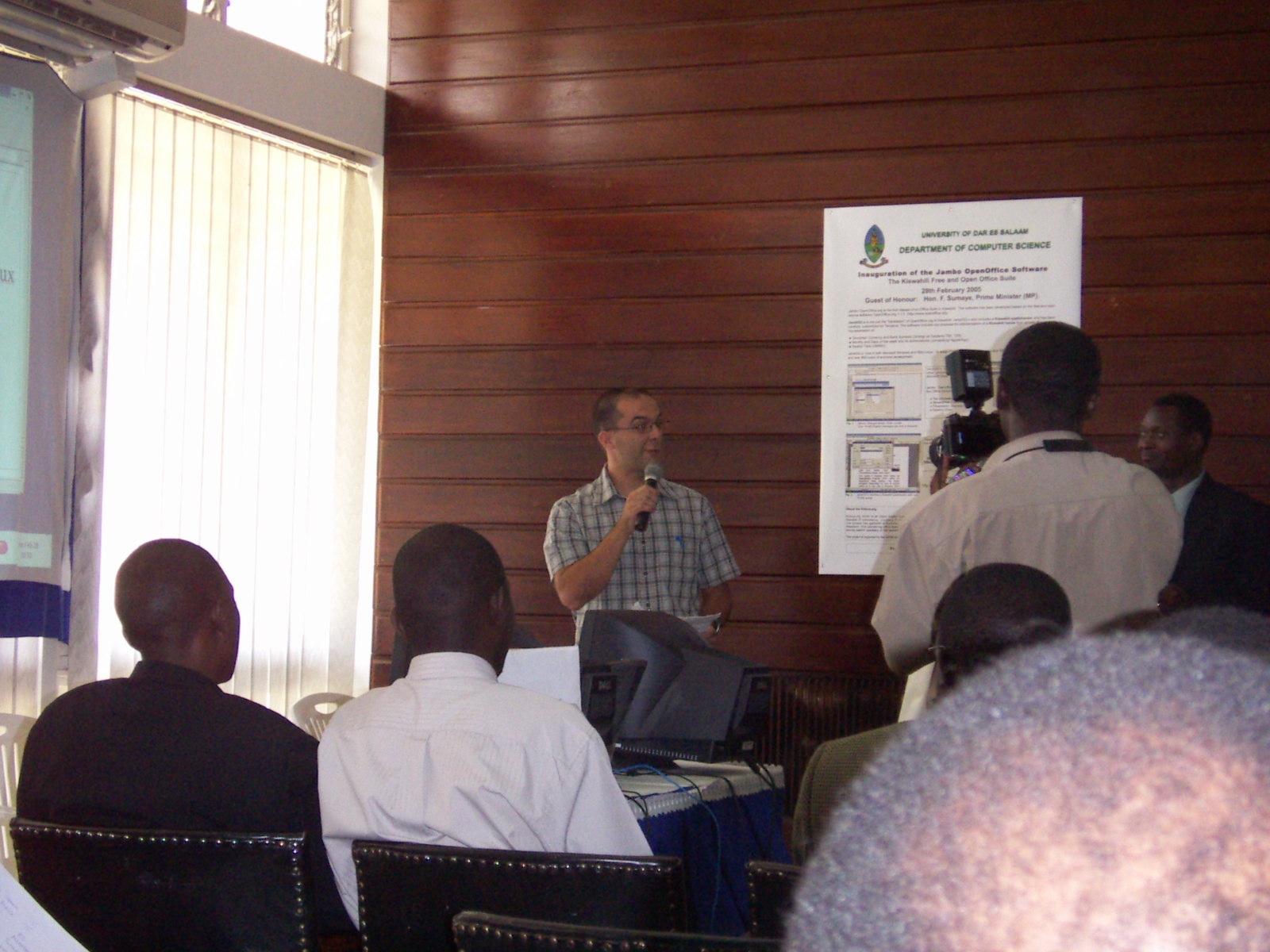
Presentazione della versione swahili di OpenOffice.org, Jambo OpenOffice, all'Università di Dar es Salaam nel 2004

Dar es Salaam è sede dei principali istituti scolastici e universitari del paese. Le principali università sono la University of Dar es Salaam, la Open University of Tanzania, la Hubert Kairuki Memorial University (HKMU) e la International Medical and Technological University (IMTU). Altri istituti di livello universitario sono lo Institute of Financial Management (IFM), il Dar es Salaam Institute of Technology (DIT) e il College of Business Education (CBE).

### Musica
Dar es Salaam ha avuto un ruolo importante nella storia della musica tanzaniana. Il genere musicale più longevo originario di questa zona è il muziki wa dansi, la musica da ballo tanzaniana derivata dal soukous congolese, nata negli anni trenta e da allora in continua evoluzione. Tradizionale è anche il taarab, tipico di Zanzibar. Fra i generi musicali più recenti spicca il bongo flava, che rappresenta la versione tanzaniana dell'hip hop internazionale. La maggior parte delle emittenti radiofoniche tanzaniane hanno la loro sede a Dar es Salaam, che ha quindi un ruolo determinante nel definire la cultura musicale del paese.

### Pittura
Dar es Salaam (e in particolare la zona residenziale di Oyster Bay) è la culla del Tingatinga, uno stile pittorico tipico della Tanzania.

### Cinema
Nel 2003 ha aperto a Dar es Salaam il primo cinema multisala della Tanzania, che proietta sia film occidentali che produzioni indiane appartenenti al cosiddetto "genere di Bollywood".

### Musei
A Dar es Salaam e dintorni si trovano numerosi musei di rilievo. Il National Museum (situato all'interno dei giardini botanici) comprende esposizioni sulla storia naturale dell'uomo e sulla storia della Tanzania dalla preistoria all'indipendenza. Occasionalmente il museo ospita mostre d'arte (per esempio, ha esposto frequentemente al National Museum il pittore tanzaniano George Lilanga). Il Village Museum (10 km fuori città, lungo la strada per Bagamoyo) è un museo all'aperto dove sono state ricostruite 16 abitazioni tradizionali di diverse etnie della Tanzania.

### Sport
Lo stadio nazionale Benjamin Mkapa ospita le principali squadre di calcio cittadine, il Simba e lo Young Africans.

## Turismo

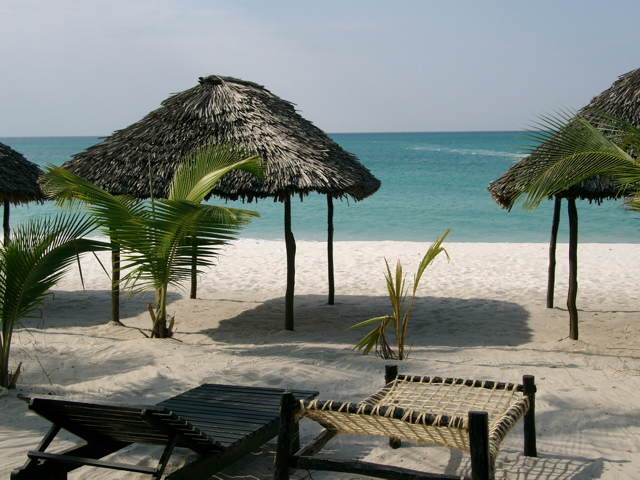
La "spiaggia blu" (Blue Beach) di Kigamboni

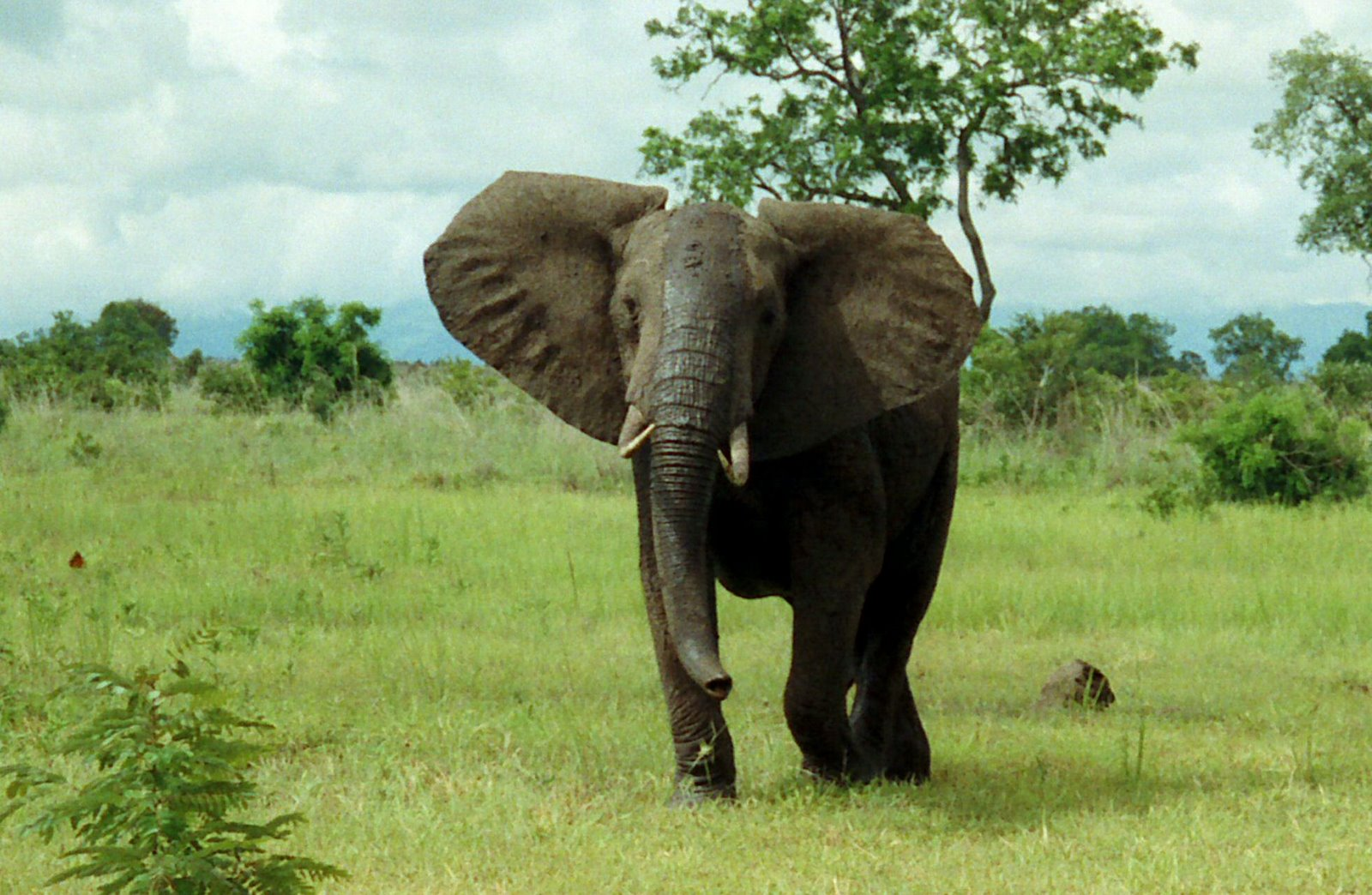
Elefante nel Parco nazionale di Mikumi

Dar es Salaam gode di una buona affluenza turistica internazionale sia come luogo di transito (per i viaggiatori diretti ai grandi parchi nazionali del nord o a Zanzibar) che come meta turistica a sé. Da questo punto di vista, Dar resta tuttora molto meno frequentata di Arusha, che costituisce il punto d'ingresso per il cosiddetto "circuito del nord", costituito dai parchi nazionali di Serengeti, Manyara, Tarangire e Ngorongoro. Recentemente, tuttavia, il turismo internazionale sta iniziando a scoprire le ricchezze naturali incontaminate del "circuito del sud", con i parchi di Saadani, Mikumi, Udzungwa, Ruaha e Selous. Tutti questi parchi sono raggiungibili in poche ore di volo da Dar es Salaam, che è dunque destinata a diventare il principale punto di ingresso in Tanzania per gli itinerari turistici orientati a sud.
In città è già presente un gran numero di strutture ricettive di tutti i livelli. I ristoranti internazionali sono numerosissimi, e numerose tradizioni culinarie sono ben rappresentate: oltre al tradizionale barbecue tanzaniano (che include piatti come il nyama choma, un tipo di arrosto, e il mishkaki, una variante del kebab) e alle ben radicate cucina indiana e zanzibari, si trovano ristoranti cinesi, thailandesi, turchi, italiani e giapponesi.

### Monumenti e luoghi d'interesse
Le principali attrazioni turistiche di Dar si trovano nella zona centrale della città (distretto di Ilala), soprattutto nella circoscrizione di Kivukoni. I giardini botanici (fondati dai tedeschi nel 1895) ospitano molte specie di piante e uccelli tropicali. Il National Museum espone reperti archeologici provenienti dai celebri scavi di Olduvai, e altro materiale di carattere etnografico e storico. Sempre a Kivukoni si può anche ammirare uno dei palazzi più antichi di Dar, la White Fathers' House, che ospitò l'harem del sultano Majid e oggi è sede di una missione cattolica. Nella stessa zona si trovano numerosi altri edifici notevoli, fra cui l'Old Boma, la St Joseph's Metropolitan Cathedral (la principale chiesa di Dar, costruita nel 1902) e la Azania Front Lutheran Church (1898). Uno dei monumenti più noti del distretto di Ilala è il monumento agli askari, posizionato nel centro ideale della città. Il mercato di Kariakoo è noto per la frenetica e variopinta attività di persone e merci. Il Nyerere Cultural Centre è una vasta esposizione-mercato di articoli di artigianato tanzaniano, nota per i prezzi particolarmente abbordabili.
Fra i luoghi di interesse posizionati al di fuori di Ilala si può citare il movimentato porto di Kurasini, nel distretto di Temeke.
Ai bordi della città o immediatamente fuori si trovano attrazioni di tipo naturalistico e paesaggistico, come le spiagge tropicali della penisola di Kigamboni e le isole della Riserva marina di Dar es Salaam (rinomata per lo snorkeling e le immersioni subacquee). Da Dar es Salaam si raggiunge rapidamente anche Zanzibar (da due a sei ore di traghetto, a seconda del mezzo). Il parco nazionale più vicino è il Mikumi National Park; sulla strada che conduce al parco, nei pressi di Morogoro, si trova anche la sede dell'APOPO, una ONG che addestra ratti giganti al rilevamento di mine anti-uomo; il centro è aperto ai turisti.
Intorno all'area urbana principale, sebbene territorialmente inclusi nella città, ci sono diversi piccoli centri abitati che presentano elementi di interesse culturale e storico. Bagamoyo, 70 km a nord di Dar es Salaam, si trova al centro di un'area di grande interesse storico e archeologico, che comprende le rovine di Kaole (resti di un complesso di moschee e tombe del XIII secolo) e numerose vestigia dell'epoca coloniale. Sulla strada per Bagamoyo (ma all'interno del perimetro di Dar) si trovano anche il Village Museum e il villaggio di Mwenge, noto per il grandissimo mercato di prodotti artigianali, inclusi oggetti in ebano realizzati dai makonde; vi si trovano anche artigiani al lavoro, che producono oggettistica che viene poi rivenduta in gran parte del paese. A 6 km dal centro di Dar, sulla costa, si trova il villaggio tradizionale di Msasani, situato nella penisola omonima; appartiene alla penisola anche la spiaggia sassosa di Coco Beach.
Altri luoghi di interesse a Dar includono:
- le stazioni ferroviarie storiche TAZARA e Central Railway, tuttora in funzione;
- la fiaccola dell'Uhuru (Mnazi Mmoja, monumento all'indipendenza del Tanganica, costruito nel 1961;
- il complesso dell'Ocean Road Hospital, costruito nel 1897. Comprende la casa dove Robert Koch fece la scoperta del bacillo della tubercolosi e del plasmodio della malaria;
- la State House, costruita nel 1891 dai tedeschi come abitazione del governatore dell'Africa Orientale Tedesca. Danneggiata dal fuoco navale britannico nel 1914, venne ricostruita nel 1922; oggi è un palazzo del governo;
- il municipio (City Hall), costruito nel 1870 e tuttora in funzione;
- Samora Machel Avenue, la principale via dello shopping
- la chiesa greca ortodossa di Upanga Road (1952)
- la Moschea di Jamatkhan di Upanga Road.

## Infrastrutture e trasporti

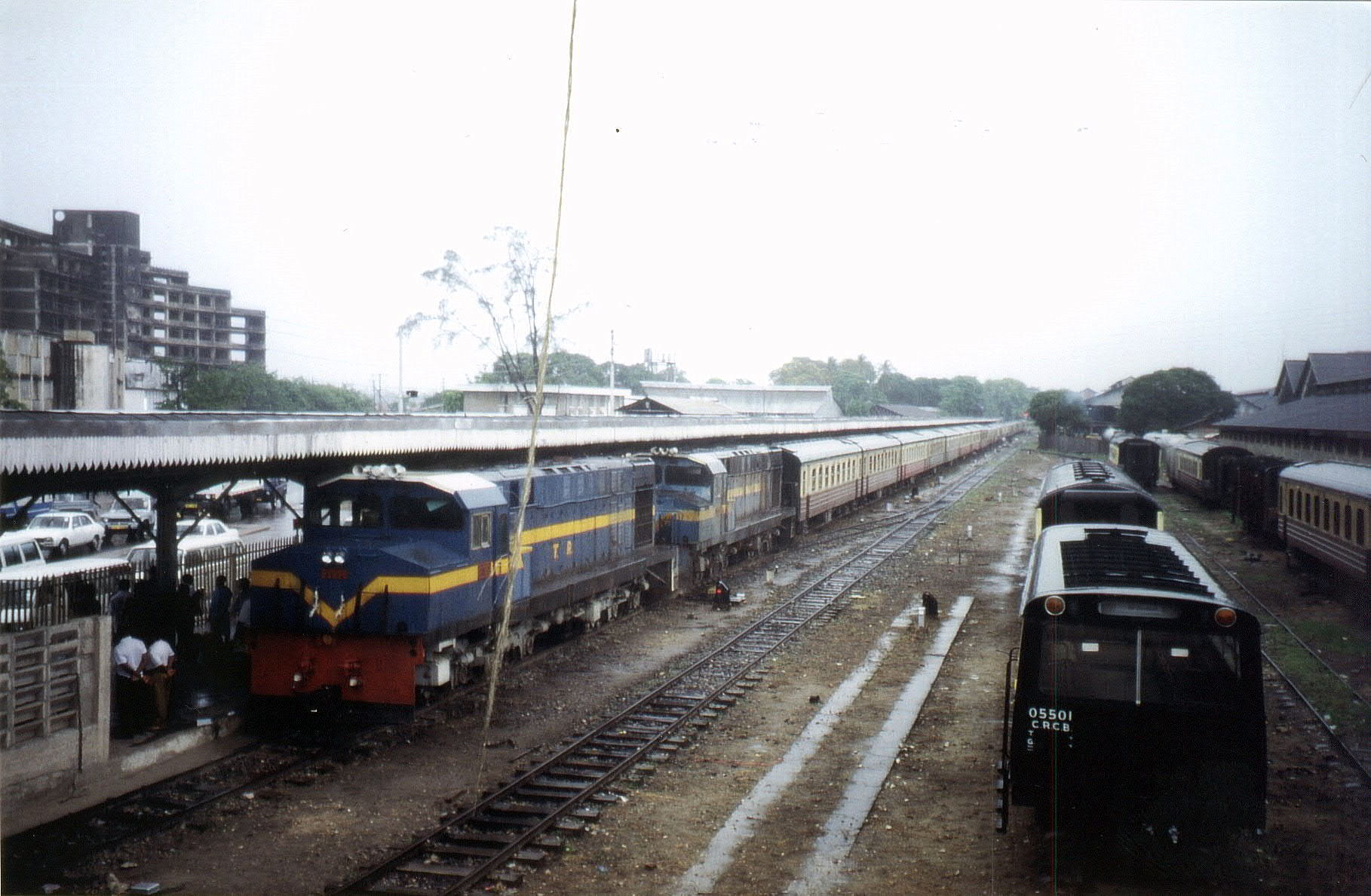
Una delle stazioni ferroviarie di Dar (1996)

Dar es Salaam è il cuore della rete di trasporti della Tanzania; tutte le principali linee ferroviarie e autostrade partono dalla città o dai suoi dintorni. La linea ferroviaria principale del paese, la Central Railway Line, congiunge Dar a Kigoma, ed è a sua volta connessa con la seconda più importante ferrovia del paese, che collega Tanga a Moshi; un'altra diramazione della Central congiunge Mwanza e Tabora. La TAZARA ("Tanzania-Zambia Railway") collega Dar a Kapiri Mposhi, nello Zambia.

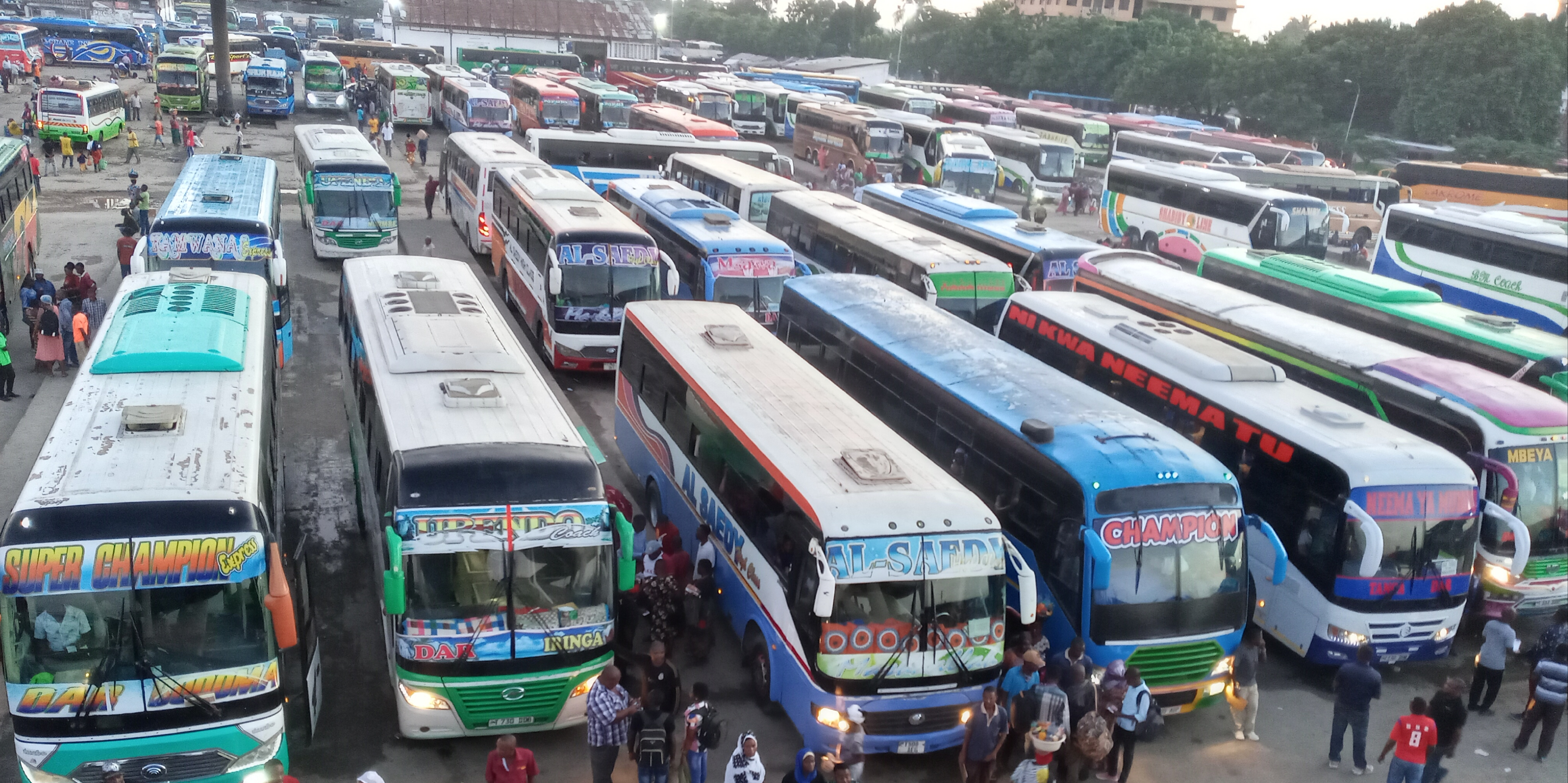
Ubungo autobus stazione (2020)

Ci sono linee di autobus che collegano Dar a tutti i principali centri della zona e non solo, come Bagamoyo, Mwanza, Morogoro, Dodoma, Moshi, Arusha, Mtwara, Tanga, Iringa e Mbeya.
L'Aeroporto Internazionale Julius Nyerere collega la città con gli altri paesi africani, il Medio Oriente, l'India e l'Europa.
La principale e più economica forma di trasporto pubblico all'interno della città è costituita da un tipo di taxi collettivo su minivan noto come daladala. Leggermente più costosi sono i taxi privati a tre ruote di tipo tuk-tuk, veicoli di fabbricazione principalmente indiana (Bajaj Auto) simili all'Ape Piaggio e allestiti per il trasporto di 2-3 passeggeri. A questi si aggiungono i taxi di tipo tradizionale, decisamente più costosi. Veri e propri pullman sono impiegati esclusivamente per le lunghe tratte, principalmente interurbane. I collegamenti via acqua (attraverso i canali o con le isole antistanti la costa) sono principalmente basati sul dhow a motore, una imbarcazione tradizionale di origine araba e molto diffusa sulla costa orientale dell'Africa. Fra Dar es Salaam e Zanzibar (Stone Town) operano diverse linee di traghetti e aliscafi di grandi dimensioni.